# Burlison (Tennessee)
Pour les articles homonymes, voir Burlison.
Burlison est une municipalité américaine située dans le comté de Tipton au Tennessee.
Selon le recensement de 2010, Burlison compte 425 habitants. La municipalité s'étend sur 1,08 milles carrés (2,8 km2).
William Lafayette Burleson acquiert des terres sur ce territoire en 1857. En 1870, le bureau de poste local prend son nom, mais une erreur transforme le nom en Burlison. La localité devient une municipalité en 1966.